# 연두

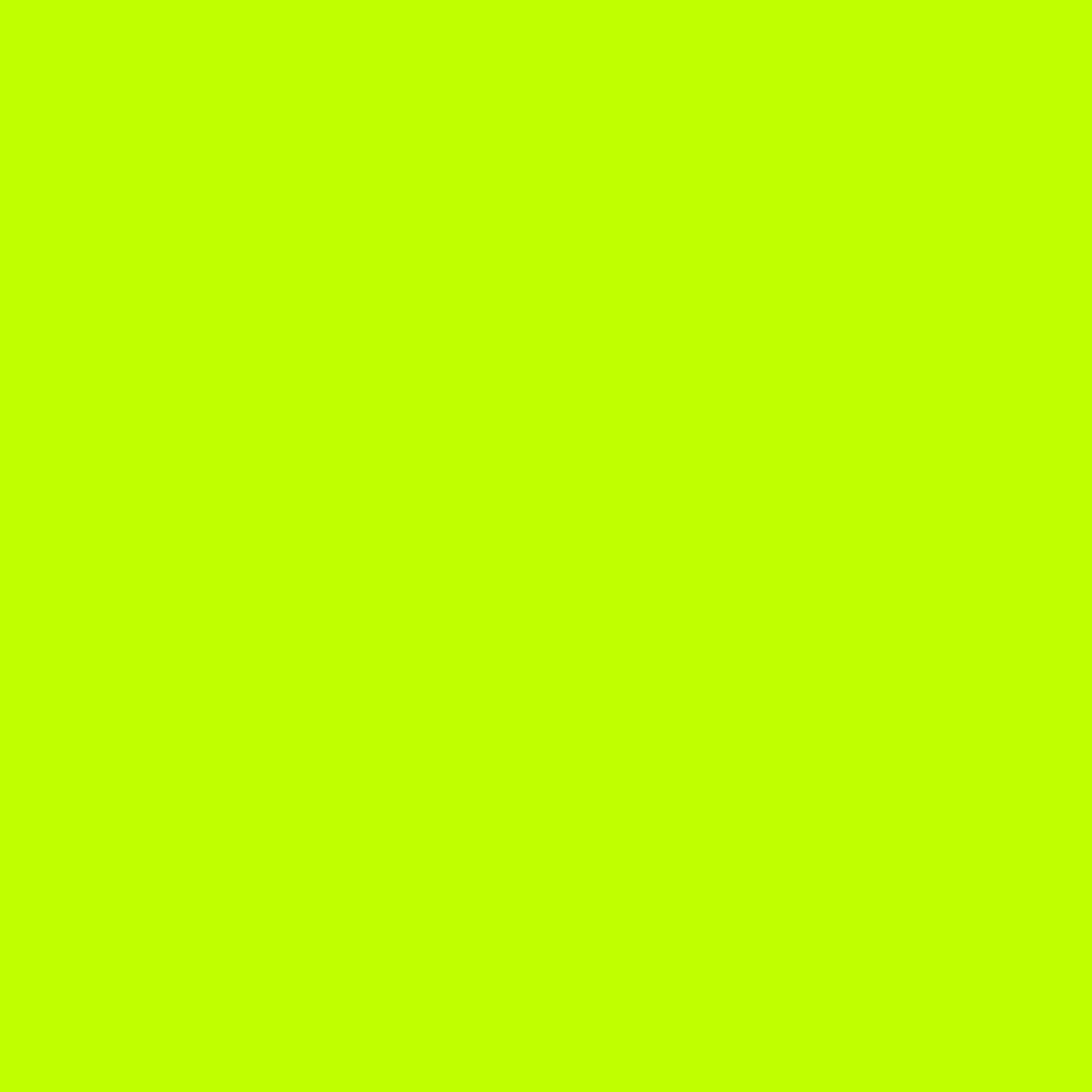

연두(軟豆, chartreuse)는 색 중 하나이다. 이 색은 녹색과 노랑의 중간색이며, 나무의 새순이나 완두콩과 비슷한 색이다. 보색은 보라이다.

## 아이돌 풍선색
- 제이민
- GOT7

## 쓰임
- 부산 도시철도 2호선의 대표색이다. (7.5GY 7/10)
- 야마노테 선의 대표색이다.
- 용인 경전철의 대표색이다.
- 수도권 전철 서해선의 대표색이다.
- 서울 경전철 우이신설선의 대표색이다.

## 같이 보기
- 라임색